# Milan Kerdić
Milan Kerdić  (Davor, 22. listopada 1856. – Davor, 25. lipnja 1900.) je bio hrvatski novinar i političar iz pravaških redova. Bio je prvi profesionalni novinar u Brodu. Po struci je bio diplomirani pravnik. 

## Životopis
Rodio se u posavskom mjestu Davoru. U Zagrebu je studirao pravo. Još se u mladosti zagrijao za pravašku ideju. 
U Brod je došao iz Zagreba. U Brodu je radio kao perovođa u odvjetničkim uredima dvaju poznatih odvjetnika, Ignjata i poslije Vatroslava Brlića. 
Uređivao je pravaški dnevnik Slobodu od 1880. do 1884. godine, a u njoj je također bio pisao. 1880-ih se spominje i kao tiskar pravaških knjiga na Sušaku, dok je Gavro Grünhut u isto vrijeme bio nakladnikom.
Siječnja 1894. postao je urednikom prvih brodskih lokalnih novina Posavske Hrvatske, glasila Stranke prava, čiji je izdavač bio Zefir Marac. List je pokrenut na inicijativu Vatroslava Brlića. Kerdić je također pisao za taj list. Bio je dobar spisatelj, a kvalitetnim vodstvom i profesionalnim pristupom stvorio je vrlo dobar tjednik.
Poslije siječnja 1898. povukao se iz uredništva u rodno mjesto.
U razdoblju 1890-ih kad su diljem banske Hrvatske nizali se oporbeni prosvjedi protiv bilo kakva Vladina zadiranja u gradski Zakon, Kerdićev je Brod također bio takav. Osim što je grad držao do svojeg Ja, što se protivio postavljanju komesara iz Zagreba, Brod je bio jedan od rijetkih oporbenih gradova u tom dijelu Hrvatske. Pored toga, brodska je organizacija bila jedna od najbolje
organiziranih oporbenih lokalnih stranačkih organizacija, čemu je potvrda bio kvalitetni tjednik koji je Klub Stranke prava izdavao, po čemu je Brod i Brod iskakao od istočnih dijelova Hrvatske (Slavonija, Srijem) u kojima su mađaroni držali vlast. Kerdić se spominje kao zapisničar građanske skupštine sazvane 29. srpnja 1895. koju je sazvao Klub Stranke prava na kojoj se prosvjedovalo protiv protiv najavljenih izmjena kojima se željelo okrnjiti autonomiju gradova banske Hrvatske. 
Kerdić se spominje u krugu osnivača Kluba hrvatskih književnika i umjetnika u Osijeku, prethodnikom današnjeg Ogranka DHK (Milan Cepelić, Franjo Ciraki, Vladoje Dukat, August Harambašić, Rudolf Horvat, Julije Kempf, Milan Kerdić, Vjekoslav Klaić, Samuel Kocian, Đuro Kovačević...
Danas u Slavonskom Brodu ulica nosi ime po ovom novinaru.

## Objavljena djela
O Kerdiću je napisana monografija Milan Kerdić i "Posavska Hrvatska (1894. – 1898.)"(priredio Stribor Uzelac Schwendemann, 2007.), ISBN 978-953-6929-75-7.

## Vanjske poveznice
- Ivan Peršić o Stjepanu Radiću: u povodu knjige Kroničarskih spisa Ivana Peršića
- Jasna Turkalj: Gavro Gruenhut - pravaški nakladnik, publicist i agitator God. 35., br. 3., 921. – 942. (2003)
- Zdenko Matošević: Nekad kao i danas[neaktivna poveznica], Dragovoljac.com (tekst u članku u cijelosti preuzet iz knjige Milan Kerdić i „Posavska Hrvatska“ (2007.) koju je priredio Stribor U. Schwendemann)